# Lista odcinków serialu Cudowne Lata
Cudowne Lata – amerykański serial telewizyjny typu sitcom emitowany przez American Broadcasting Company (ABC). Premiera nastąpiła 31 stycznia 1988, a ostatni odcinek wyświetlono 12 maja 1993. W Polsce serial emitowały następujące kanały telewizyjne: od 1990 roku do połowy lat 90. oraz w latach 1997–1998 TVP2, w 2002 roku TV Puls, w 2007 roku Polsat (jedynie kilkanaście odcinków), w 2008 roku TV4, w 2010 roku Comedy Central Family, na przełomie lat 2011–2012 TVP Seriale oraz w latach 2019–2020 Paramount Network.
Serial liczy sześć sezonów, co łącznie daje 115 odcinków. Czas trwania jednego to około 23 minuty.

## Przegląd sezonów
| Sezon | Sezon | Odcinki | Premierowa emisja   | Premierowa emisja | Premierowa emisja      | Premierowa emisja      |
| Sezon | Sezon | Odcinki | Pierwszy odcinek    | Ostatni odcinek   | Pierwszy odcinek       | Ostatni odcinek        |
| ----- | ----- | ------- | ------------------- | ----------------- | ---------------------- | ---------------------- |
|       | 1     | 6       | 31 stycznia 1988    | 19 kwietnia 1988  | 7 lipca 1990           | 11 sierpnia 1990       |
|       | 2     | 17      | 30 listopada 1988   | 16 maja 1989      | 18 sierpnia 1990       | 8 grudnia 1990         |
|       | 3     | 23      | 3 października 1989 | 16 maja 1990      | 15 grudnia 1990        | 18 maja 1991           |
|       | 4     | 23      | 19 września 1990    | 15 maja 1991      | 25 maja 1991           | Brak dokładnych danych |
|       | 5     | 24      | 2 października 1991 | 13 maja 1992      | Brak dokładnych danych | Brak dokładnych danych |
|       | 6     | 22      | 23 września 1992    | 12 maja 1993      | Brak dokładnych danych | Brak dokładnych danych |

## Sezon 1
| Nr w serialu* | Nr w sezonie | Tytuł              | Polski tytuł      | Reżyseria                 | Scenariusz                | Premiera (ABC)   | Premiera (TVP2)  |
| ------------- | ------------ | ------------------ | ----------------- | ------------------------- | ------------------------- | ---------------- | ---------------- |
| 1             | 1            | Pilot              | Pilot             | Steve Miner               | Neal Marlens, Carol Black | 31 stycznia 1988 | 7 lipca 1990     |
| 2             | 2            | Swingers           | Huśtawki          | Neal Marlens, Carol Black | Neal Marlens, Carol Black | 22 marca 1988    | 14 lipca 1990    |
| 3             | 3            | My Father's Office | Biuro mojego ojca | Jeffrey Brown             | Neal Marlens, Carol Black | 29 marca 1988    | 21 lipca 1990    |
| 4             | 4            | Angel              | Aniołek           | Art Wolff                 | Neal Marlens, Carol Black | 5 kwietnia 1988  | 28 lipca 1990    |
| 5             | 5            | The Phone Call     | Telefon           | Jeffrey Brown             | A. Scott Frank            | 12 kwietnia 1988 | 4 sierpnia 1990  |
| 6             | 6            | Dance with Me      | Zatańcz ze mną    | Arlene Sanford            | David M. Stern            | 19 kwietnia 1988 | 11 sierpnia 1990 |

*Numeracja oryginalna. W latach 2011–2012 TVP Seriale wprowadziło drobne zmiany.

## Sezon 2
| Nr w serialu* | Nr w sezonie | Tytuł                                                         | Polski tytuł                  | Reżyseria       | Scenariusz                | Premiera (ABC)    | Premiera (TVP2)      |
| ------------- | ------------ | ------------------------------------------------------------- | ----------------------------- | --------------- | ------------------------- | ----------------- | -------------------- |
| 7             | 1            | The Heart of Darkness                                         | Jądro ciemności               | Steve Miner     | Neal Marlens, Carol Black | 30 listopada 1988 | 18 sierpnia 1990     |
| 8             | 2            | Our Miss White                                                | Nasza pani White              | Peter Baldwin   | Michael J. Weithorn       | 7 grudnia 1988    | 25 sierpnia 1990     |
| 9             | 3            | Christmas                                                     | Boże Narodzenie               | Steve Miner     | Bob Brush                 | 14 grudnia 1988   | 1 września 1990      |
| 10            | 4            | Steady as She Goes                                            | Czy chcesz ze mną chodzić?    | Steve Miner     | David M. Stern            | 11 stycznia 1989  | 8 września 1990      |
| 11            | 5            | Just Between Me and You and Kirk and Paul and Carla and Becky | Tak między nami               | Peter Baldwin   | Matthew Carlson           | 18 stycznia 1989  | 15 września 1990     |
| 12            | 6            | Pottery Will Get You Nowhere                                  | Garncarstwo nic ci nie pomoże | Daniel Stern    | Matthew Carlson           | 1 lutego 1989     | 22 września 1990     |
| 13            | 7            | Coda                                                          | Coda                          | Beth Hillshafer | Todd W. Langen            | 8 lutego 1989     | 29 września 1990     |
| 14            | 8            | Hiroshima, Mon Frere                                          | Hiroshima, Mon Frere          | Steve Miner     | Matthew Carlson           | 15 lutego 1989    | 6 października 1990  |
| 15            | 9            | Loosiers                                                      | Ofermy                        | Steve Miner     | David M. Stern            | 28 lutego 1989    | 13 października 1990 |
| 16            | 10           | Walkout                                                       | Strajk                        | Steve Miner     | Matthew Carlson           | 7 marca 1989      | 20 października 1990 |
| 17            | 11           | Nemesis                                                       | Nemesis                       | Daniel Stern    | Matthew Carlson           | 14 marca 1989     | 27 października 1990 |
| 18            | 12           | Fate                                                          | Fatum                         | Steve Miner     | Bob Brush                 | 28 marca 1989     | 3 listopada 1990     |
| 19            | 13           | Birthday Boy                                                  | Urodziny                      | Steve Miner     | David M. Stern            | 11 kwietnia 1989  | 10 listopada 1990    |
| 20            | 14           | Brightwing                                                    | Promienne skrzydło            | Daniel Stern    | Matthew Carlson           | 18 kwietnia 1989  | 17 listopada 1990    |
| 21            | 15           | Square Dance                                                  | Square Dance                  | Tom Moore       | Todd W. Langen            | 2 maja 1989       | 24 listopada 1990    |
| 22            | 16           | Whose Woods Are These?                                        | Czyj to las?                  | Peter Horton    | Bob Brush                 | 9 maja 1989       | 1 grudnia 1990       |
| 23            | 17           | How I'm Spending My Summer Vacation                           | Jak spędziłem wakacje         | Michael Dinner  | Jane Anderson             | 16 maja 1989      | 8 grudnia 1990       |

*Numeracja oryginalna. W latach 2011–2012 TVP Seriale wprowadziło drobne zmiany.

## Sezon 3
| Nr w serialu* | Nr w sezonie | Tytuł                                | Polski tytuł                      | Reżyseria       | Scenariusz                                | Premiera (ABC)       | Premiera (TVP2)  |
| ------------- | ------------ | ------------------------------------ | --------------------------------- | --------------- | ----------------------------------------- | -------------------- | ---------------- |
| 24            | 1            | Summer Song                          | Letnia pieśń                      | Michael Dinner  | Mark B. Perry                             | 3 października 1989  | 15 grudnia 1990  |
| 25            | 2            | Math Class                           | Matma                             | Andy Tennant    | Tom Gammill, Max Pross                    | 10 października 1989 | 27 grudnia 1990  |
| 26            | 3            | Wayne on Wheels                      | Wayne za kółkiem                  | Beth Hillshafer | Mark B. Perry                             | 24 października 1989 | 29 grudnia 1990  |
| 27            | 4            | Mom Wars                             | Serce matki                       | Daniel Stern    | Todd W. Langen                            | 31 października 1989 | 5 stycznia 1991  |
| 28            | 5            | On the Spot / Our Town               | Przy reflektorze                  | Matia Karrell   | Matthew Carlson                           | 7 listopada 1989     | 12 stycznia 1991 |
| 29            | 6            | Odd Man Out                          | Parzysty odpada                   | Peter Baldwin   | David M. Stern                            | 14 listopada 1989    | 19 stycznia 1991 |
| 30            | 7            | The Family Car                       | Samochód rodzinny                 | Michael Dinner  | Deba Frank, Jack Weinstei                 | 21 listopada 1989    | 26 stycznia 1991 |
| 31            | 8            | The Pimple                           | Pryszcz                           | Matia Karrell   | David M. Stern, Todd W. Langen            | 28 listopada 1989    | 2 lutego 1991    |
| 32            | 9            | Math Class Squared                   | Matma do kwadratu                 | Daniel Stern    | Matthew Carlson                           | 12 grudnia 1989      | 9 lutego 1991    |
| 33            | 10           | Rock 'n' Roll                        | Rock 'n' Roll                     | Michael Dinner  | Bob Stevens                               | 2 stycznia 1990      | 16 lutego 1991   |
| 34            | 11           | Don't You Know Anything About Women? | Co ty wiesz o kobietach?          | Jeffrey Brown   | Tammy Ader                                | 16 stycznia 1990     | 23 lutego 1990   |
| 35            | 12           | The Powers That Be                   | Jaki ojciec taki syn              | Daniel Stern    | David M. Stern                            | 23 stycznia 1990     | 2 marca 1991     |
| 36            | 13           | She, My Friend and I                 | Ona, mój przyjaciel i ja          | Peter Baldwin   | Kerry Ehrin                               | 6 lutego 1990        | 9 marca 1991     |
| 37            | 14           | St. Valentine's Day Massacre         | Masakra w dniu świętego Walentego | Matia Karrell   | Mark B. Perry                             | 13 lutego 1990       | 16 marca 1991    |
| 38            | 15           | The Tree House                       | Domek na drzewie                  | Michael Dinner  | David M. Stern, Matthew Carlson           | 20 lutego 1990       | 23 marca 1991    |
| 39            | 16           | Glee Club                            | Lekcja śpiewu                     | Jim McBride     | Bob Brush, Todd W. Langen,                | 27 lutego 1990       | 30 marca 1991    |
| 40            | 17           | Night Out                            | Prywatka                          | Dan Lauria      | Tammy Ader, Todd W. Langen, Mark B. Perry | 13 marca 1990        | 6 kwietnia 1991  |
| 41            | 18           | Faith / Death & Taxes                | Wiara                             | Michael Dinner  | Bob Brush, Matthew Carlson                | 27 marca 1990        | 13 kwietnia 1991 |
| 42            | 19           | The Unnatural                        | Baseball                          | Nick Marck      | Ian Gurvitz                               | 17 kwietnia 1990     | 20 kwietnia 1991 |
| 43            | 20           | Good-bye                             | Pożegnanie                        | Michael Dinner  | Bob Brush                                 | 24 kwietnia 1990     | 27 kwietnia 1991 |
| 44            | 21           | Cocoa and Sympathy                   | Kakao i współczucie               | Peter Baldwin   | Winnie Holzman                            | 1 maja 1990          | 4 maja 1991      |
| 45            | 22           | Daddy's Little Girl                  | Córeczka tatusia                  | Jim McBride     | Todd W. Langen, Mark B. Perry             | 8 maja 1990          | 11 maja 1991     |
| 46            | 23           | Moving                               | Przeprowadzka                     | Michael Dinner  | Jill Gordon, Bob Brush                    | 16 maja 1990         | 18 maja 1991     |

*Numeracja oryginalna. W latach 2011–2012 TVP Seriale wprowadziło drobne zmiany.

## Sezon 4
| Nr w serialu* | Nr w sezonie | Tytuł                             | Polski tytuł             | Reżyseria      | Scenariusz                                    | Premiera (ABC)       | Premiera (TVP2)        |
| ------------- | ------------ | --------------------------------- | ------------------------ | -------------- | --------------------------------------------- | -------------------- | ---------------------- |
| 47            | 1            | Growing Up                        | Dorastanie               | Michael Dinner | Bob Brush                                     | 19 września 1990     | 25 maja 1991           |
| 48            | 2            | Ninth Grade Man                   | Dziewiątoklasista        | Daniel Stern   | Jill Gordon                                   | 26 września 1990     | 1 czerwca 1991         |
| 49            | 3            | The Journey                       | Wyprawa                  | Peter Werner   | Jeffrey Stepakoff                             | 3 października 1990  | 10 października 1991   |
| 50            | 4            | The Cost of Living                | Kieszonkowe              | Nick Marck     | Mark Levin                                    | 10 października 1990 | 17 października 1991   |
| 51            | 5            | It's a Mad, Mad, Madeline World   | Madeline                 | Rob Thompson   | Eric Gilliland, Jeffrey Stepakoff             | 24 października 1990 | 24 października 1991   |
| 52            | 6            | Little Debbie                     | Mała Debbie              | Michael Dinner | Mark B. Perry                                 | 7 listopada 1990     | 31 października 1991   |
| 53            | 7            | The Ties that Bind                | Awans                    | Peter Baldwin  | Mark B. Perry                                 | 14 listopada 1990    | 19 grudnia 1991        |
| 54            | 8            | The Sixth Man                     | Szósty zawodnik          | Nick Marck     | David Chambers                                | 28 listopada 1990    | Brak dokładnych danych |
| 55            | 9            | A Very Cutlip Christmas           | Gwiazdka pana Cutlipa    | Michael Dinner | Gene Wolande, Mark Levin                      | 12 grudnia 1990      | Brak dokładnych danych |
| 56            | 10           | The Candidate                     | Kandydat                 | Neal Israel    | David Chambers, Eric Gilliland                | 9 stycznia 1991      | Brak dokładnych danych |
| 57            | 11           | Heartbreak                        | Złamane serce            | Andy Tennant   | David Chambers                                | 23 stycznia 1991     | Brak dokładnych danych |
| 58            | 12           | Denial                            | To jakaś pomyłka         | Richard Masur  | Mark Levin, David Chambers, Mark Levin        | 30 stycznia 1991     | Brak dokładnych danych |
| 59            | 13           | Who's Aunt Rose?                  | Kto to jest ciotka Rose? | Rob Thompson   | Jill Gordon, Mark B. Perry                    | 6 lutego 1991        | Brak dokładnych danych |
| 60            | 14           | Courage                           | Odwaga                   | Daniel Stern   | Mark B. Perry                                 | 13 lutego 1991       | Brak dokładnych danych |
| 61            | 15           | Buster                            | Buster                   | Nick Marck     | Jeffrey Stepakoff, Jill Gordon, Mark B. Perry | 27 lutego 1991       | Brak dokładnych danych |
| 62            | 16           | Road Trip                         | Podróż                   | Ken Topolsky   | David Chambers                                | 6 marca 1991         | Brak dokładnych danych |
| 63            | 17           | When Worlds Collide               | Konflikt dwóch światów   | Lyndall Hobbs  | Eric Gilliland                                | 20 marca 1991        | Brak dokładnych danych |
| 64            | 18           | Separate Rooms                    | Oddzielne pokoje         | Michael Dinner | Jill Gordon, Bob Brush                        | 3 kwietnia 1991      | Brak dokładnych danych |
| 65            | 19           | The Yearbook                      | Kronika szkolna          | Neal Israel    | David Chambers                                | 10 kwietnia 1991     | Brak dokładnych danych |
| 66            | 20           | The Accident                      | Wypadek                  | Richard Masur  | Jill Gordon, Bob Brush                        | 24 kwietnia 1991     | Brak dokładnych danych |
| 67            | 21           | The House that Jack Built         | Dom, który zbudował Jack | Ken Topolsky   | Mark B. Perry, Mark Levin                     | 1 maja 1991          | Brak dokładnych danych |
| 68            | 22           | Graduation                        | Rozdanie dyplomów        | Michael Dinner | Bob Brush                                     | 8 maja 1991          | Brak dokładnych danych |
| 69            | 23           | The Wonder Years: Looking Back... | Patrząc wstecz...        | Nick Marck     | Mark B. Perry, Mark Levin                     | 15 maja 1991         | Brak dokładnych danych |

*Numeracja oryginalna. W latach 2011–2012 TVP Seriale wprowadziło drobne zmiany.

## Sezon 5
| Nr w serialu* | Nr w sezonie | Tytuł                     | Polski tytuł                  | Reżyseria         | Scenariusz                                | Premiera (ABC)       | Premiera (TVP2)        |
| ------------- | ------------ | ------------------------- | ----------------------------- | ----------------- | ----------------------------------------- | -------------------- | ---------------------- |
| 70            | 1            | The Lake                  | Jezioro                       | Michael Dinner    | Mark Levin                                | 2 października 1991  | Brak dokładnych danych |
| 71            | 2            | Day One                   | Dzień pierwszy                | Daniel Stern      | Denise Moss, Sy Dukane                    | 9 października 1991  | Brak dokładnych danych |
| 72            | 3            | The Hardware Store        | Sklep z artykułami żelaznymi  | Ken Topolsky      | Craig Hoffman                             | 16 października 1991 | Brak dokładnych danych |
| 73            | 4            | Frank and Denise          | Frank i Denise                | David Greenwalt   | David Greenwalt                           | 23 października 1991 | Brak dokładnych danych |
| 74            | 5            | Full Moon Rising          | Pełnia księżyca               | Ken Topolsky      | Mark B. Perry                             | 30 października 1991 | Brak dokładnych danych |
| 75            | 6            | Triangle                  | Trójkąt                       | Daniel Stern      | Sy Rosen                                  | 6 listopada 1991     | Brak dokładnych danych |
| 76            | 7            | Soccer                    | Piłka nożna                   | Thomas Schlamme   | Mark Levin                                | 20 listopada 1991    | Brak dokładnych danych |
| 77            | 8            | Dinner Out                | Kolacja na gruncie neutralnym | Bryan Gordon      | Gina Goldman                              | 4 grudnia 1991       | Brak dokładnych danych |
| 78            | 9            | Christmas Party           | Przyjęcie świąteczne          | Jim McBride       | Denise Moss, Sy Dukane                    | 11 grudnia 1991      | Brak dokładnych danych |
| 79            | 10           | Pfeiffers' Fortune        | Fortuna Pfeifferów            | Ken Topolsky      | Mark B. Perry                             | 18 grudnia 1991      | Brak dokładnych danych |
| 80            | 11           | Road Test                 | Egzamin na prawo jazdy        | Thomas Schlamme   | Craig Hoffman                             | 8 stycznia 1992      | Brak dokładnych danych |
| 81            | 12           | Grandpa's Car             | Samochód dziadka              | Michael Dinner    | Mark Levin                                | 15 stycznia 1992     | Brak dokładnych danych |
| 82            | 13           | Kodachrome                | Ten cudowny angielski         | David Greenwalt   | Gina Goldman                              | 29 stycznia 1992     | Brak dokładnych danych |
| 83            | 14           | Private Butthead          | Szeregowiec głąb              | Nick Marck        | Sy Rosen                                  | 5 lutego 1992        | Brak dokładnych danych |
| 84            | 15           | Of Mastodons and Men      | O mastodontach i mężczyznach  | Thomas Schlamme   | Mark Levin                                | 12 lutego 1992       | Brak dokładnych danych |
| 85            | 16           | Double Double Date        | Wspólna randka                | Peter Baldwin     | Sy Rosen, Mark B. Perry                   | 26 lutego 1992       | Brak dokładnych danych |
| 86            | 17           | Hero                      | Bohater                       | Stephen Cragg     | David Greenwalt                           | 11 marca 1992        | Brak dokładnych danych |
| 87            | 18           | Lunch Stories             | Opowieści obiadowe            | Ken Topolsky      | Denise Moss, Sy Dukane                    | 18 marca 1992        | Brak dokładnych danych |
| 88            | 19           | Carnal Knowledge          | Porozmawiajmy o kobietach     | Nancy Cooperstein | David Greenwalt                           | 25 marca 1992        | Brak dokładnych danych |
| 89            | 20           | The Lost Weekend          | Stracony weekend              | Arthur Albert     | Rob Cohen, Sivert Glarum, Stephen Jenkins | 8 kwietnia 1992      | Brak dokładnych danych |
| 90            | 21           | Stormy Weather            | Burzliwa noc                  | Ken Topolsky      | Denise Moss, Sy Dukane                    | 22 kwietnia 1992     | Brak dokładnych danych |
| 91            | 22           | The Wedding               | Ślub                          | Peter Baldwin     | Mark B. Perry                             | 29 kwietnia 1992     | Brak dokładnych danych |
| 92            | 23           | Back to the Lake          | Wróćmy nad jezioro            | Michael Dinner    | Mark Levin                                | 6 maja 1992          | Brak dokładnych danych |
| 93            | 24           | Broken Hearts and Burgers | Złamane serca i hamburgery    | Ken Topolsky      | Craig Hoffman                             | 13 maja 1992         | Brak dokładnych danych |

*Numeracja oryginalna. W latach 2011–2012 TVP Seriale wprowadziło drobne zmiany.

## Sezon 6
| Nr w serialu* | Nr w sezonie | Tytuł                                     | Polski tytuł                          | Reżyseria       | Scenariusz                                      | Premiera (ABC)       | Premiera (TVP2)        |
| ------------- | ------------ | ----------------------------------------- | ------------------------------------- | --------------- | ----------------------------------------------- | -------------------- | ---------------------- |
| 94            | 1            | Homecoming                                | Powrót                                | Michael Dinner  | Bob Brush                                       | 23 września 1992     | Brak dokładnych danych |
| 95            | 2            | Fishing                                   | Na ryby                               | Greg Beeman     | Phil Doran                                      | 30 września 1992     | Brak dokładnych danych |
| 96            | 3            | Scenes from a Wedding                     | Obrazki z wesela                      | Michael Dinner  | Michael Curtis, Greg Malins, Jon Harmon Feldman | 7 października 1992  | Brak dokładnych danych |
| 97            | 4            | Sex and Economics                         | Seks i ekonomia                       | Ken Topolsky    | John Bunzel, Jon Harmon Feldman                 | 14 października 1992 | Brak dokładnych danych |
| 98            | 5            | Politics as Usual                         | Polityka                              | Bryan Gordon    | Craig Hoffman                                   | 21 października 1992 | Brak dokładnych danych |
| 99            | 6            | White Lies                                | Kłamstewka                            | Peter Baldwin   | Jon Harmon Feldman, Robin Riordan               | 28 października 1992 | Brak dokładnych danych |
| 100           | 7            | Wayne and Bonnie                          | Wayne i Bonnie                        | Greg Beeman     | Sy Rosen                                        | 11 listopada 1992    | Brak dokładnych danych |
| 101           | 8            | Kevin Delivers                            | Kevin dostawca                        | Arthur Albert   | Frank Renzulli                                  | 25 listopada 1992    | Brak dokładnych danych |
| 102           | 9            | The Test                                  | Test                                  | Ken Topolsky    | Robin Riordan                                   | 2 grudnia 1992       | Brak dokładnych danych |
| 103           | 10           | Let Nothing You Dismay                    | Nigdy nie trać nadziei                | Ken Topolsky    | Craig Hoffman                                   | 16 grudnia 1992      | Brak dokładnych danych |
| 104           | 11           | New Years                                 | Nowy Rok                              | Tom Moore       | Jon Harmon Feldman                              | 6 stycznia 1993      | Brak dokładnych danych |
| 105           | 12           | Alice in Autoland                         | Alicja w krainie używanych samochodów | Arthur Albert   | Robin Riordan                                   | 13 stycznia 1993     | Brak dokładnych danych |
| 106           | 13           | Ladies and Gentlemen...The Rolling Stones | Panie i Panowie... The Rolling Stones | Peter Baldwin   | Kim Friese                                      | 27 stycznia 1993     | Brak dokładnych danych |
| 107           | 14           | Unpacking                                 | Na walizkach                          | Greg Beeman     | Sy Rosen, Bob Brush                             | 3 lutego 1993        | Brak dokładnych danych |
| 108           | 15           | Hulk Arnold                               | Zapasy                                | Ken Topolsky    | Kim Friese                                      | 10 lutego 1993       | Brak dokładnych danych |
| 109           | 16           | Nose                                      | Nos                                   | David Greenwalt | Sy Rosen                                        | 24 lutego 1993       | Brak dokładnych danych |
| 110           | 17           | Eclipse                                   | Zaćmienie słońca                      | Stephen Cragg   | Craig Hoffman                                   | 3 marca 1993         | Brak dokładnych danych |
| 111           | 18           | Poker                                     | Poker                                 | David Greenwalt | Max Mutchnick, David Kohan, Jon Harmon Feldman  | 24 marca 1993        | Brak dokładnych danych |
| 112           | 19           | The Little Women                          | Małe kobietki                         | Ken Topolsky    | David M. Wolf                                   | 31 marca 1993        | Brak dokładnych danych |
| 113           | 20           | Reunion                                   | Zlot absolwentów                      | Arthur Albert   | Mark B. Perry, Robin Riordan                    | 28 kwietnia 1993     | Brak dokładnych danych |
| 114           | 21           | Summer                                    | Lato                                  | Michael Dinner  | Sy Rosen                                        | 12 maja 1993         | Brak dokładnych danych |
| 115           | 22           | Independence Day                          | Święto Niepodległości                 | Michael Dinner  | Bob Brush                                       | 12 maja 1993         | Brak dokładnych danych |

*Numeracja oryginalna. W latach 2011–2012 TVP Seriale wprowadziło drobne zmiany.